# New Balance Indoor Grand Prix 2016
New Balance Indoor Grand Prix 2016 – halowy mityng lekkoatletyczny, który rozegrano 14 lutego w Bostonie.
Zawody były pierwszą odsłoną prestiżowego cyklu IAAF Indoor Permit Meetings w sezonie 2016.

## Wstępny program zawodów
| NR – rekord kraju \| WL – najlepszy tegoroczny wynik na listach światowych |

### Mężczyźni
| Konkurencja:   | 1. miejsce        | Rezultat      | 2. miejsce       | Rezultat   | 3. miejsce       | Rezultat   |
| Bieg na 60 m   | Michael Rodgers   | 6,53          | Trayvon Bromell  | 6,57       | Sean McLean      | 6,62       |
| Bieg na 300 m  | Vernon Norwood    | 32,70 PB WL   | Michael Berry    | 33,13 PB   | Tony McQuay      | 33,30 PB   |
| Bieg na 600 m  | Boris Berian      | 1:15,51 PB WL | Bershawn Jackson | 1:17,85 PB | Michael Rutt     | 1:19,43    |
| Bieg na 1000 m | Andrew Wheating   | 2:18,68 PB    | Duane Solomon    | 2:19,10 PB | Cristian Soratos | 2:20,68 PB |
| Bieg na milę   | Nick Willis       | 3:53,27 WL    | Bethwell Birgen  | 3:55,41 PB | Vincent Kibet    | 3:58,10 PB |
| Bieg na 3000 m | Dejen Gebremeskel | 7:42,94       | Brett Robinson   | 7:44,29 PB | Lawi Lalang      | 7:45,07    |
| Skok o tyczce  | Sam Kendricks     | 5,77          | Shawnacy Barber  | 5,67       | Mark Hollis      | 5,40       |
| Trójskok       | Omar Craddock     | 16,82         | Chris Carter     | 16,43      | Troy Doris       | 16,35      |
| Pchnięcie kulą | Kurt Roberts      | 21,57 PB WL   | Reese Hoffa      | 21,02      | Tomasz Majewski  | 20,14      |

### Kobiety
| Konkurencja:              | 1. miejsce           | Rezultat      | 2. miejsce         | Rezultat   | 3. miejsce            | Rezultat   |
| Bieg na 60 m              | English Gardner      | 7,15          | Tianna Bartoletta  | 7,20       | Tori Bowie            | 7,21       |
| Bieg na 300 m             | Natasha Hastings     | 36,25 PB WL   | Jessica Beard      | 36,94      | Brianne Theisen-Eaton | 37,47 PB   |
| Bieg na 1500 m            | Dawit Seyaum         | 4:01,86 PB WL | Brenda Martinez    | 4:04,58 PB | Kate Grace            | 4:06,75 PB |
| Bieg na 3000 m            | Meseret Defar        | 8:30,83 WL    | Abbey D’Agostino   | 8:56,77    | Laura Thweatt         | 8:57,11 PB |
| Bieg na 60 m przez płotki | Brianna Rollins      | 7,87          | Nia Ali            | 7,89       | Janay DeLoach Soukup  | 7,92       |
| Skok o tyczce             | Jennifer Suhr        | 4,82          | Katerina Stefanidi | 4,72       | Janice Keppler        | 4,28       |
| Skok w dal                | Janay DeLoach Soukup | 6,63          | Jasmine Simmons    | 6,34       | Brianne Theisen-Eaton | 6,34 PB    |